# أندري كيم
أندري كيم (بالروسية: Ким, Андрей Иванович)‏ هو شخصية عامة بيلاروسي، ولد في 26 فبراير 1986 في مينسك في روسيا البيضاء.